# Kazimierz Czarnocki
Kazimierz Czarnocki (ur. 22 sierpnia 1912 w majątku Burakowce, w gminie Lachowicze, zm. 2 grudnia 1981) – polski dziennikarz, w czasie II wojny światowej żołnierz Konfederacji Narodu i Armii Krajowej, członek Zrzeszenia Wolność i Niezawisłość, po II wojnie światowej działacz społeczny w Elblągu, działacz sportowy, prezes Polskiego Związku Łyżwiarstwa Szybkiego.

## Życiorys

### Okres przed II wojną światową
Był synem Michała Czarnockiego i Oliwii Czarnockiej, z d. Szreniawy Węgleńskiej. Jego ojciec był w okresie międzywojennym urzędnikiem państwowym, po II wojnie światowej pełnił funkcje kierownicze w PGR-ach.
W 1931 ukończył Gimnazjum im. Romualda Traugutta w Brześciu nad Bugiem, w 1936 studia na Wydziale Konsularnym Szkoły Głównej Handlowej w Warszawie. W latach 1936–1938 był dziennikarzem warszawskich pism Kurier Polski i Czas. W 1938 został dyrektorem ekspozytury Ligi Morskiej i Kolonialnej w Brześciu nad Bugiem. Równocześnie był korespondentem Polskiej Agencji Telegraficznej, redaktorem naczelnym tygodnika Polesie i pisma Ruch Polesia. Związany był z Obozem Narodowo-Radykalnym. 

### II wojna światowa i konspiracja powojenna
Po wybuchu II wojny światowej został członkiem Konfederacją Narodu. Według własnej relacji kierował Wydziałem Techniki i Kolportażu w Komisji Propagandowej KN, następnie był komendantem grupy załóg wydzielonych Lwów i Wilno, od 1942 dowódcą rejonu operacyjnego Mazowsze. W grudniu 1942 został członkiem Armii Krajowej, służył w kontrwywiadzie Oddziału Warszawa AK], w referacie Informacji Różnych, następnie jako kierownik Referatu Prasy i Spraw Miejskich. W tym czasie wydał broszurę Mit wielkiej Polski. Bezpośrednio przed wybuchem powstania warszawskiego opuścił miasto i zamieszkał w Milanówku. Na początku 1945 nawiązał kontakt ze swoim przełożonym z kontrwywiadu Wincentym Kwiecińskim. Był jego faktycznym zastępcą w strukturach wywiadowczych Organizacji NIE, następnie jako szefa Wydziału Informacji Obszaru Centralnego Delegatury Sił Zbrojnych na Kraj, prezesa Obszaru Centralnego Zrzeszenia Wolność i Niezawisłość i prezesa III Zarządu Głównego WiN. Formalnie w komendzie Obszaru Centralnego WiN i następnie w III Zarządzie Głównym WiN pełnił funkcję I zastępcy ds. politycznych. Redagował także miesięcznik Obszaru Centralnego WiN Honor i Ojczyzna. Był członkiem i sekretarzem Komitetu Porozumiewawczego Organizacji Demokratycznych Polski Podziemnej.
W czerwcu 1946 został aresztowany przez Urząd Bezpieczeństwa i w nieznanych okolicznościach zwerbowany do współpracy. Przyczynił się do zatrzymania w styczniu 1947 Wincentego Kwiecińskiego. Po likwidacji III Zarządu Głównego WiN uczestniczył w rozpracowywaniu siatki wywiadowczej Witolda Pileckiego.

### Działalność zawodowa i społeczna w Elblągu
Od 1951 mieszkał w Elblągu. Tam w latach 1953-1958 był kierownikiem oddziału Dziennika Bałtyckiego. Od 1951 należał do Stronnictwa Demokratycznego, w latach 1958-1974 był sekretarzem komitetu powiatowego SD w Elblągu, w latach 1975-1976 przewodniczącym Komitetu Wojewódzkiego SD tamże, od 1976 członkiem Centralnej Komisji Rewizyjnej SD. Był radnym Miejskiej Rady Narodowej w Elblągu, jednym z organizatorów Muzeum w Elblągu. Był redaktorem pracy zbiorowej Z dziejów Elbląga (wyd. 1956) i autorem albumu Elbląg 1945 r. i dziś (wyd. 1969).
W 1951 został wiceprzewodniczącym koła sportowego Włókniarz Elbląg, od 1953 był jego prezesem. W 1957 został prezesem nowo powstałego klubu sportowego Orzeł Elbląg. W latach 1964–1968 był prezesem Polskiego Związku Łyżwiarstwa Szybkiego

### Ordery i odznaczenia
Został odznaczony Krzyżem Srebrnym Orderu Virtuti Militari, trzykrotnie Krzyżem Walecznych, Krzyżem Kawalerskim Orderu Odrodzenia Polski (1964) i Złotym Krzyżem Zasługi, a także Złotą Odznaką „Zasłużony Działacz Kultury Fizycznej”, Odznaką "Zasłużony dla Ziemi Gdańskiej" (1976) i Odznaką "Za zasługi dla rozwoju Elbląga" (1975).